# Marcel Guignard
Marcel Guignard (* 22. Januar 1949 in Aarau) ist ein Schweizer Jurist und Politiker (FDP). Er war von 1993 bis 2013 Mitglied des Grossen Rates des Kantons Aargau und von 1987 bis 2013 Stadtammann von Aarau.

## Biografie
Guignard wuchs in Aarau auf und besuchte dort die Kantonsschule. Ein Jahr verbrachte er als Austauschschüler des American Field Service in Buffalo. Nach der Matura studierte er Rechtswissenschaft an den Universitäten Genf, Zürich und Basel. Nachdem er 1975 das Anwaltspatent erworben hatte, folgte drei Jahre später die Promotion. Von 1973 bis 1975 war er als Gerichtsschreiber am Bezirksgericht Aarau tätig, von 1976 bis 1979 als juristischer Adjunkt beim Rechtsdienst des Aargauer Regierungsrates. Schliesslich war er von 1980 bis 1987 Chef der Justizabteilung im Departement des Innern des Kantons Aargau.
1982 begann Guignards politische Karriere mit der Wahl in den Aarauer Einwohnerrat. Am 13. September 1987 wurde er in den Aarauer Stadtrat gewählt, fünf Wochen später folgte am 18. Oktober die Wahl zum Stadtammann. Zu Beginn des Jahres 1988 trat er somit die Nachfolge von Markus Meyer an. 1993 wurde Guignard zusätzlich in den Grossen Rat des Kantons Aargau gewählt; in diesem war er Mitglied der Kommissionen für Aufgabenplanung und Finanzen, der Geschäftsprüfungskommission und der Staatsrechnungskommission. Ausserdem präsidierte er acht Jahre lang den Schweizerischen Städteverband.
Neben diesen politischen Ämtern war Guignard unter anderem auch Mitglied des Verwaltungsrates der Industriellen Betriebe Aarau, der Aargauischen Gebäudeversicherung und der Atel Holding. Als Stadtammann setzte er vor allem in den Bereichen Verkehr und Bildung Akzente. So konnte etwa nach jahrelanger Planung der Neubau des Bahnhofs Aarau in Angriff genommen werden. Einen Rückschlag musste er 2001 hinnehmen, als der Grosse Rat entschied, die in Aarau domizilierten Fachbereiche der zukünftigen Fachhochschule Nordwestschweiz nach Brugg/Windisch zu verlegen. Hingegen gelang es ihm 2009, das Zentrum für Demokratie (ein Forschungsinstitut der Universität Zürich) nach Aarau zu holen. Ende 2013 trat Guignard sowohl als Grossrat als auch als Stadtammann zurück.
Guignard ist verheiratet und hat einen Sohn und eine Tochter.